# Pioggia (singolo)
"Pioggia", accompagnato dalla b-side "Illusione ottica" è il primo singolo di debutto dei Diaframma pubblicato nel 1982 da Italian Records.

## Il disco
Il singolo "Pioggia" è stato un importante punto di partenza per i Diaframma, segnando il loro ingresso nella scena musicale italiana degli anni '80. La canzone è diventata un'icona del genere darkwave italiano, caratterizzata da atmosfere cupe e malinconiche, tipiche del periodo post-punk.

## Tracce
- Pioggia
- Illusione Ottica

## Formazione
- Nicola Vannini - voce
- Federico Fiumani - chitarra
- Leandro Cicchi - basso
- Gianni Cicchi - batteria